# Guremu Demboba
Guremu Demboba (* 15. Dezember 1934 in Addis Abeba; † 22. Februar 2023 ebenda) war ein äthiopischer Radrennfahrer.

## Sportliche Laufbahn
Bei der olympischen Premiere Äthiopiens bei den Sommerspielen 1956 in Melbourne gehörte Demboba als einer von 12 Athleten zur Delegation seines Landes. Im olympischen Straßenrennen wurde er als 25. klassiert. In der Mannschaftswertung kam das Team aus Äthiopien mit Guremu Demboba, Mesfen Tesfaye und Zehaye Bahta auf den 9. und letzten Platz, während 11 weitere Nationen, darunter mit Südafrika die zweite afrikanische, nicht in die Wertung kamen.
1960 startete er bei den Olympischen Sommerspielen in Rom erneut. Im olympischen Straßenrennen schied er aus. Im Mannschaftszeitfahren kam der Vierer aus Äthiopien in der Besetzung Guremu Demboba, Kouflu Alazar, Amousse Tessema und Negousse Mengistou auf den 28. Rang.